# 白尾副仙女魚
白尾副仙女魚，為輻鰭魚綱仙女魚目合齒魚亞目副仙女魚科的其中一種，分布於西印度洋Saya de Malha堤海域，深度40至254公尺，體長可達5.4公分，雄魚腹鰭黑色、尾鰭白色，背鰭軟條10-11枚;臀鰭軟條9-10枚，為熱帶海水魚，棲息在底層水域，生活習性不明。

## 擴展閱讀
維基物種上的相關：白尾副仙女魚